# Rahan
Rahan, fils des âges farouches (numa tradução literal "Rahan, o Filho dos Tempos Selvagens") é uma série de histórias em quadrinhos francesas sobre um homem pré-histórico inteligente, que apareceu primeiro no semanário Pif Gadget, em 3 de março de 1969, e depois publicado em álbuns de 2 a 4 histórias completas. Foi inicialmente escrito por Roger Lécureux, e após sua morte em 1999, o roteiro é assumido por seu filho, Jean-François, até 2010. A arte é de André Chéret, mas algumas história foram desenhadas por Enric Badía Romero, Guido Zamperoni e José Antonio de Huescar.
Rahan, o personagem principal desta série é, por vezes, comparado com Tarzan ou Conan, o Bárbaro, embora além do cenário pré-histórico e selvagem, quase não há semelhanças.
Rahan foi adaptado para duas série de televisão animada, Rahan, fils des âges farouches de 1986 e outra série em 2008, intitulada Rahan.

## Sinopse
As aventuras de Rahan se desdobram em uma versão imaginária da pré-história, onde os homens, "andam sobre dois pés", se misturam aos dinossauros e sobrevivem enfrentando feras selvagens.
Com a morte de seus pais, mortos por "goraks" (tigres-dentes-de-sabre), o jovem Rahan é adotado pelo clã de Mont Bleu, aos pés de um vulcão adormecido. Seu pai adotivo, Craô, o Sábio, ensina generosidade, coragem, tenacidade, lealdade e sabedoria.
Um dia, o Mont Bleu entra em erupção. Pouco antes de morrer, Craô, o Sábio, dá a Rahan seu colar de garras de urso, o último simbolizando as qualidades humanas que ele lhe ensinou, e que Rahan terá que mostrar durante toda a sua vida. Com seu altruísmo aberto, muitas vezes em desacordo com sua poderosa vontade de sobreviver, cada garra simboliza uma qualidade: coragem, lealdade, generosidade, resiliência, sabedoria. Além disso, depois que ele se casa, ele recebe uma sexta garra, a garra da curiosidade. Isso é bem merecido, já que em todas as mais de 100 histórias espalhadas por 30 anos e 3300 páginas de ilustração (em junho de 2005), Rahan usa o método científico para captar um pouco de conhecimento da natureza e transformá-lo em algo. propósito útil - para si mesmo, para alguma tribo humana ou mesmo para ajudar alguns animais em perigo. Ele inventa a catapulta, a rede, a vara de pescar, a lente, desvia a água para beber e para a agricultura, voa nas asas de couro, usa espelhos côncavos para concentrar os raios do sol para aquecer cavernas e combater animais violentos, .... Toda aventura combina a atitude social positiva de um verdadeiro líder com a inventividade de um verdadeiro cientista.
Por desafio, o jovem apreende a usar uma arma pertencente a um clã inimigo, um scramasax (um antigo tipo de adaga) de marfim branco que dificilmente o deixará; é também um dos raros momentos em que Rahan derrogará a moralidade.
Agora, o único sobrevivente de seu clã, Rahan vagueia por muitos territórios e forja uma sólida experiência em caça e sobrevivência, resolvendo muitos problemas e mistérios, mas sempre ouvindo os homens que encontra em seu caminho. Com sua scramasax como arma, ele é frequentemente visto lutando contra feras selvagens e pontua suas vitórias com um grito de triunfo ("Raaahaa!"), com os braços erguidos.
Como um observador da natureza, Rahan muitas vezes transforma suas observações em invenções, as quais ele não hesita em compartilhar com seus semelhantes. Foi assim que ele inventou muitas armadilhas, mas também a agulha, o princípio do elevador de carga e o anzol, sendo apenas alguns exemplos entre muitos outros. Ele também persegue sua busca para encontrar "o covil do sol".
Livre-pensador, Rahan, durante suas aventuras, frequentemente luta com feiticeiros ou xamãs que abusam da credulidade de seus discípulos para exercer sobre eles sua influência e sua ditadura. Desafiando seus processos, Rahan libera seus pares de suas superstições e submissões. Este quadro é frequentemente usado como um guia para as histórias do personagem.

## Personagens
- Rahan

Filho adotivo de Craô, com pele branca e longos cabelos loiros, vivia junto ao clã de Mont Bleu, até a erupção do mesmo que ocasionou a morte de todos do clã. De tamanho médio, ele tem musculatura magra e esbelta, veste uma única peça, uma tanga de couro que ele mesmo fez. Após a erupção, Rahan passa a viajar pelo mundo com suas únicas posses são um scramasax de marfim branco (abrigado em uma bainha de pele, preso em sua tanga) e o colar de garras que Craô, o Sábio lhe entregou.
- Craô

Líder do clã de Mont Bleu. Adotou Rahan ainda bebê depois de encontrar os seus pais mortos.
- Naouna

Companheira de Rahan, os dois se casam na história Mariage de Rahan (O Casamento de Rahan).
- Han-ra e Toroar

Irmãos gêmeo, são filhos de Rahan e Naouna. Rahan somente sabe da existência deles quando os dois tem já dez anos.

## Publicação

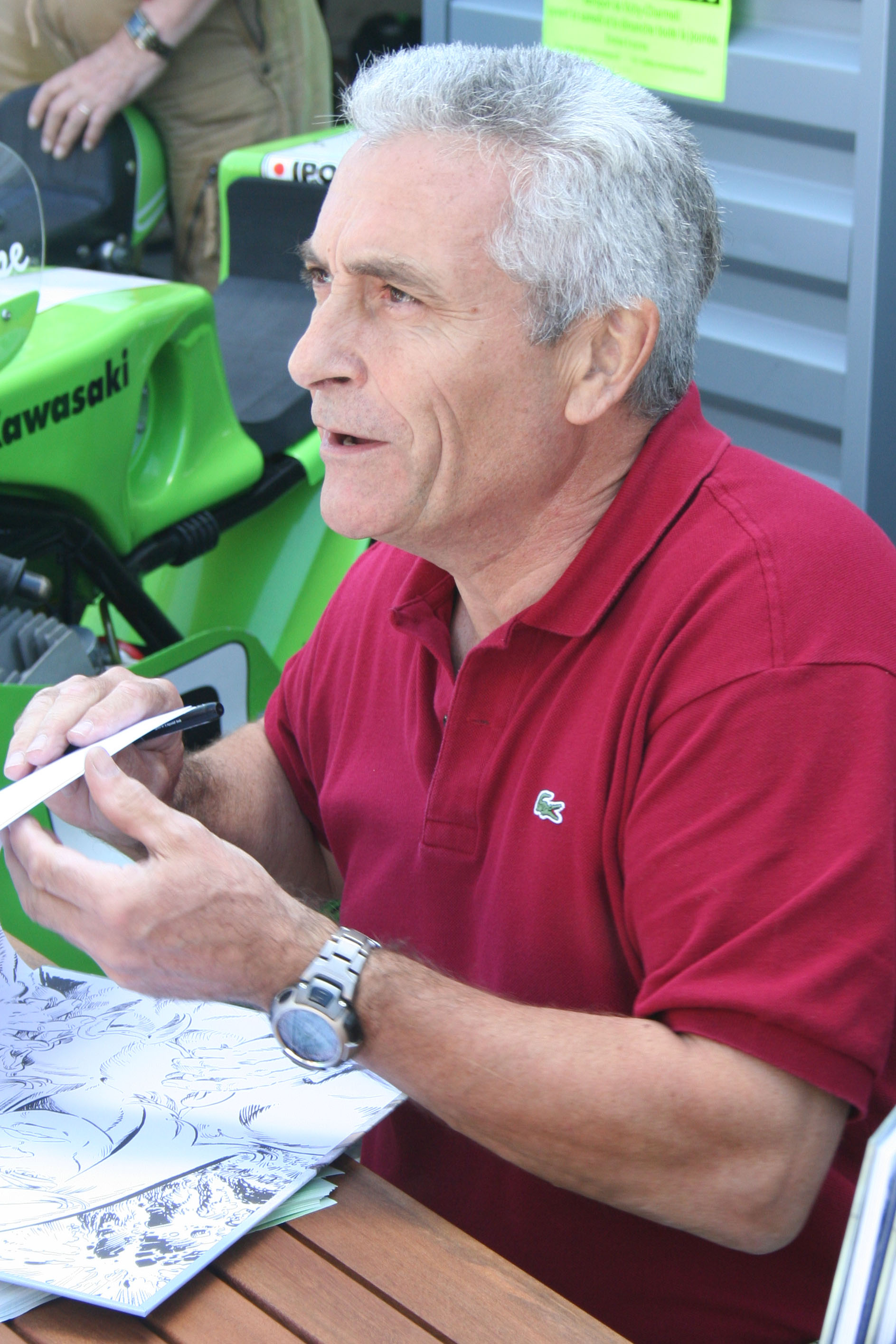
Jean-François Lécureux com páginas de Rahan (2009).

Rahan começou sendo publicado no semanário Pif Gadget em 3 de abril de 1969 e aparece esporadicamente na revista até 1992. Em 1971 foi lançada a revista Rahan, que em suas 27 edições até 1977, teve a periodicidade mudando de trimestral a bimestral. De 1978 até 1984 foi publicado na revista bimestral Rahan nouvelle collection por 36 edições, e de 1984 á 1987 na revista mensal L'intégrale Rahan que também república as historias do período de 1969-1983.
A partir de 1974 as historias são publicada em formato de álbum pelas editoras Hachette, Éditions du Kangourou, GP Rouge et Or, Messidor-La Farandole, J'Ai LU BD, Novedi/Dupuis e Soleil Productions. Chéret continuou a história em quadrinhos com o filho do escritor original, Jean-François Lécureux, em uma série de álbuns publicados entre 2000 e 2010.
As historias de Rahan já foram publicadas em vários países, como Iugoslávia (na revista Strip Zabavnik), Grécia, Suécia (Rahan Vildmarkens son), Noruega (Rahan Villmarkens sønn), Países Baixos, Alemanha, Dinamarca e Bélgica, por exemplo.
No Brasil foi publicado em 1971 na revista Contigo! pela Editora Abril de Victor Civita, com o nome de Rahan, o Homem Selvagem.
Em Portugal, foi publicada em 1977 pela editora H. Pimenta com o título de Rakan, publicado em apenas uma edição da revista Colecção Pré-História.

## Processo
Em 1972, a éditions Vaillant confiou o desenho de Rahan a Guido Zamperoni sem o consentimento de André Chéret e sem sequer avisá-lo. A editora desejava, assim, responder à demanda gerada pelo crescente sucesso do personagem na revista Pif Gadget. Colocado na frente do fato consumado, Chéret, julgando que o estilo de seu colega italiano não combinava com Rahan, preferindo ser auxiliado por outros três desenhistas em um estúdio. Infelizmente, o tempo que ele dedica ao treinamento deles foi superior ao tempo que ficaram desenhando, e essa solução é abandonada após um ano. Chéret trabalhou por um tempo em conjunto com o desenhista espanhol Romero e achou essa colaboração satisfatória.
Quando um adiantamento em seus direitos autorais lhe é recusado, alegando que ele não é um autor, mas apenas um "intérprete", André Chéret inicia várias ações judiciais para que sua qualidade de coautor seja reconhecida, pelo pagamento de direitos autorais relacionados a uma reedição, por danos não pecuniários causados por capas que distorcem seus desenhos e por plágio contra Romero. Ele vence nos quatro casos e encontra um acordo com Vaillant para continuar as aventuras de Rahan.

## Adaptações

### Séries animadas
Em 29 de novembro de 1987 foi ao ar no canal de televisão Canal+, Rahan, fils des âges farouches, uma série de animação francesa que adapta o quadrinho de mesmo nome. A série foi produzida pela France Animation, um estúdio de animação baseado em Montreuil. O enredo segue bem fiel ao material original, foram produzidos 26 episódios de uma duração aproximada de 26 minutos cada. No Brasil, essa série foi exibida pela Rede Record na década de 1990.
Em 2008 uma segunda série animada foi criada, Rahan, uma produção franco-italiana com direção de Pascal Morelli e produção do estúdio Xilam. Foi exibido no canal de televisão Canal+ Family de 22 de dezembro de 2008 a 2009, com um total de 26 episódios. Diferente da versão de 1987, essa adaptação tomas algumas liberdades quanto ao quadrinho original, como por exemplo: o papel da magia, que no quadrinho é mostrada como o resultado de interpretações ignorantes dos fenômenos físicos e na animação o vilão principal é um usuário real de magia, a estrutura de arco de história que não existe no quadrinho e principalmente o fato de usar roupas em vez da tanga de pele.

### Filme
Em 2003, um filme francês intitulado Rahan é anunciado, com Christophe Gans como diretor e Jean-François Henry no roteiro. Espera-se que o ator Mark Dacascos personifique o Rahan, numa superprodução de 40 milhões de euros.
Ao contrário da história em quadrinhos, o filme seria localizado em uma realidade histórica, mais precisamente durante a glaciação de Würm (30 mil anos antes de nossa era), quando os homens de Cro-Magnon passaram de um continente para outro. Uma linguagem pré-histórica é inventada para as necessidades do filme por François Rastier, doutor em linguística e diretor de pesquisa no CNRS. O produtor Marc du Pontavice anuncia "um filme selvagem e orgânico, um filme de atmosfera, com uma estética próxima do documentário". O projeto é finalmente cancelado em 2006.